# Barfování

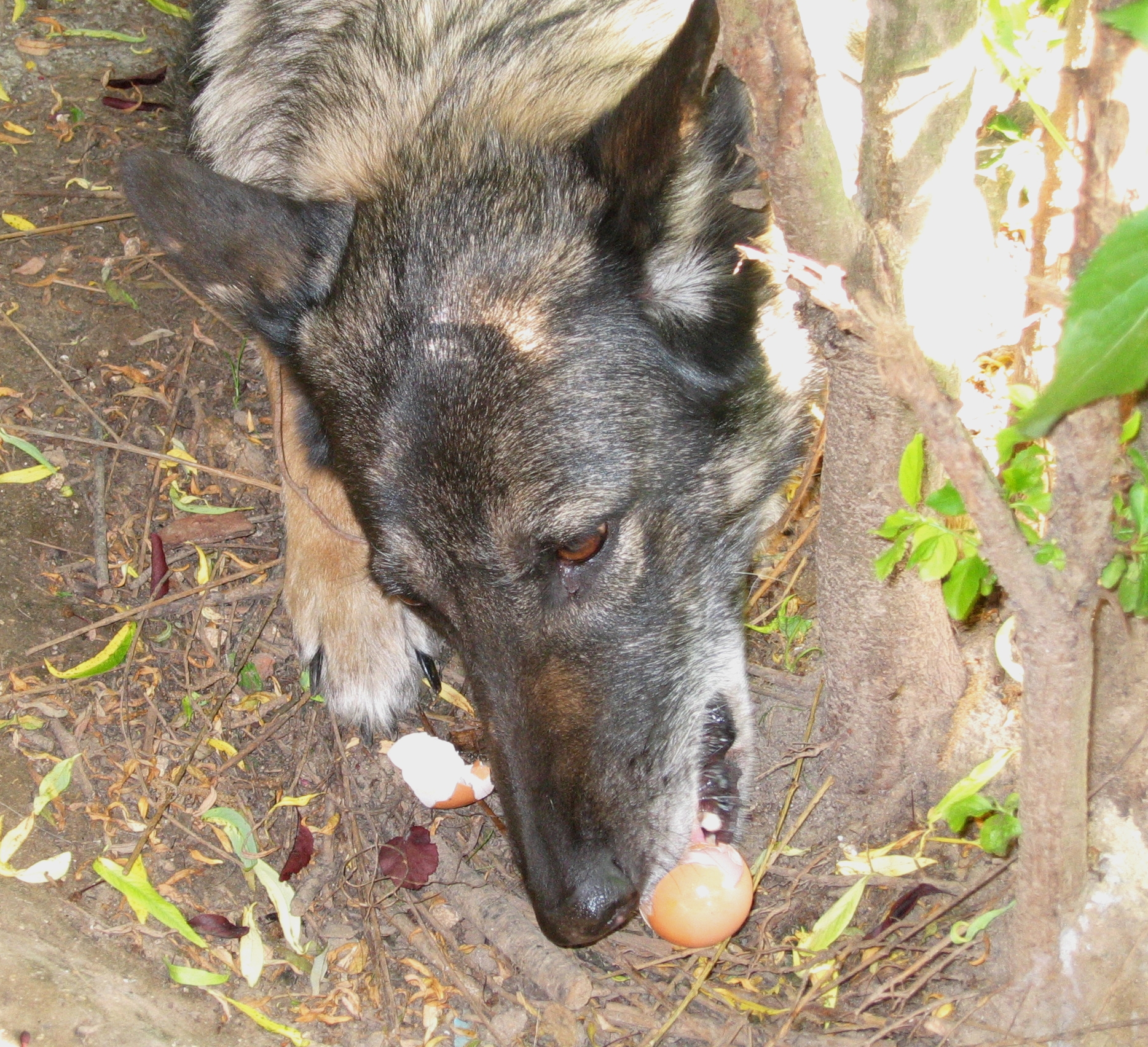
pes požírající syrové vejce

Barfování (zkráceně barf) je způsob výživy pro domácí zvířata, který spočívá v myšlence se co nejblíže přiblížit přirozené stravě jeho divokého předka. Nejčastěji se toto téma spojuje s krmením domácích psů a koček a pod pojmem se tedy skrývá fakt, že majitel svého domácího mazlíčka krmí syrovou nezpracovanou stravou.
Jídelníček Se skládá ze syrové svaloviny, vnitřností, kostí, zeleniny, ovoce a příloh - např. některých semínek a ořechů. Dale je vhodne přidávat i vejce nebo třeba kvasnice a různé oleje. Ačkoliv se to málo ví, i divoký vlk zařazuje do své potravy ovoce, zeleninu, obiloviny, trávu nebo byliny, a to nejen tak, že je sám vyhledává, ale také díky tomu, že pojídá obsah žaludku své býložravé kořisti. 

## Výhody barfování
Barfování je mezi způsoby krmení zvířete nejblíže přirozenému stavu. Díky tomu, že neprochází krmivo tepelnou úpravou, se zachová jeho bioaktivita, tedy zachovají se potřebné enzymy, minerály a vitamíny. V extrudovaném suchém krmivu nebo v masových konzervách jsou vitamíny uměle dodávány. 
Psi a kočky krmení barfem produkují méně exkrementů (díky velké využitelnosti potravy) a pravidelné drcení a pojídaní kostí udržuje v dobré kondici i jejich zuby. Uvádí se také, že zvíře na syrové stravě nemívá tak často potíže s parazity, má zdravější srst a je vitálnější. 

## Krmná dávka
Krmná dávka se odvíjí nejen od velikosti psa (na rase zde nezáleží), ale i od životního stádia a jeho aktivitě. Štěňatům, březím nebo kojícím fenám a také psům v zátěži (např. pravidelný sport) se podává větší podíl svaloviny. Psům běžně aktivním (občasné výlety + venčení) se může krmení sestávat rovnoměrně z živočišné i rostlinné složky. 
Krmná denní dávka se vypočítá jako 2-3 % ze zdravé váhy psa. Štěňatům do 1 roku života se podává z počátku větší množství krmiva, a to až 7 % jeho hmotnosti s tím, že se postupně s růstem dávky snižují až na standardní dávku 2-3 % v 1 roce stáří psa. 